# Duan Qirui
Duan Qirui (en chino, 段祺瑞; pinyin, Duàn Qíruì; Wade-Giles, Tuan Ch'i-jui; nombre de cortesía: Zhiquan; en chino, 芝泉) (6 de marzo de 1865-2 de noviembre de 1936) fue un político y caudillo militar de la República de China, comandante del Ejército de Beiyang, cuatro veces primer ministro de la República de China y Jefe Provisional Ejecutivo de la República de China (en Pekín) desde el 24 de noviembre de 1924 hasta el 20 de abril de 1926. Fue el fundador y dirigente de la camarilla de Anhui, organización político-militar que dominó la política china a finales de la década de 1910.
Miembro de una familia de tradición militar, Duan ingresó joven en el Ejército chino y pronto se contó entre los partidarios del reformador militar de las fuerzas armadas imperiales, Yuan Shikai. Fue uno de sus principales lugartenientes y tuvo un destacado papel en la formación de la Academia Militar de Beiyang y en la instrucción de oficiales del nuevo Ejército chino.
Ascendió junto a Yuan, al que respaldó como primer presidente de la república china tras la caída de la monarquía en 1911. Sirvió en varias ocasiones como primer ministro bajo Yuan y casi ininterrumpidamente como ministro de Defensa de los diversos Gobiernos de la década de 1910. Se opuso, sin embargo, al intento de Yuan de proclamarse emperador. Tras la muerte de Yuan en 1916, pasó a controlar la política nacional en coalición con otros militares de la camarilla de Beiyang, con los que pronto se enfrentó por el control del poder y los desacuerdos sobre el método para reunificar el país, que Duan deseaba realizar por la fuerza. Gracias a los impopulares acuerdos económicos y militares con Japón, logró aumentar su poder y controlar el Gobierno del país hasta 1920, cuando una coalición de caudillos militares rivales le derrotaron militarmente en un breve enfrentamiento.
Duan se retiró tras su derrota militar y solo reapareció en la política china en 1924, ya como mera figura de prestigio de la camarilla de Beiyang y de consenso entre los militares que controlaban en aquel momento el Gobierno de Pekín. Dos años más tarde, se vio obligado a dimitir nuevamente al haber perdido el favor de estos. En la década de 1930, rechazó reiteradamente los ofrecimientos japoneses para regresar a la política bajo su tutela a pesar de su anterior cercanía al Gobierno de Tokio.

## Comienzos
Nació en Hefei en 1864. Duan era el mayor de tres hermanos de una familia de larga tradición castrense. Su abuelo, Duan Pei, era oficial del ejército privado de Li Hongzhang llamado Ejército de Huai, alcanzó el rango de general de brigada y supervisó la educación del joven Duan desde 1872 hasta su fallecimiento en 1879. En 1881, con dieciséis años, Duan marchó a Weihaiwei y se instaló con un primo de su padre en el campamento militar de la localidad; en 1884 aprobó el examen de ingreso de la nueva Academia Militar de Beiyang, donde recibió formación durante tres años con instructores extranjeros.
En 1887 se graduó el primero de su promoción de la academia, especializándose en artillería durante sus estudios. Tras graduarse fue destinado a Lushun a supervisar la construcción de fortificaciones de artillería y posteriormente Li Hongzhang lo envió en 1889 a Alemania durante un año para trabajar en un arsenal y perfeccionar sus conocimientos de artillería, junto con otros cuatro graduados de la academia de Beiyang. Al regresar a China en el otoño de 1890, fue nombrado comisionado de los arsenales de Beiyang y más tarde instructor de la Academia Militar de Weihai (1891-1894).
Transferido a finales de 1895 al Nuevo Ejército de Yuan Shikai, fue el comandante de su batallón de artillería y director de la escuela del mismo arma en el nuevo ejército. Se unió entonces a los seguidores de Yuan Shikai.

## A la sombra de Yuan Shikai
Siguió junto con el Nuevo Ejército a Yuan a su nuevo puesto como gobernador en funciones de Shandong a finales de 1899. Yuan le llevó consigo cuando le nombraron gobernador general de Zhili en 1901 y logró que le ascendiesen en la administración imperial. Durante la Rebelión Boxer, Duan ayudó a Yuan a frenar la extensión del movimiento hacia el sur del país. Como uno de los principales edecanes de Yuan, participó activamente en la modernización de las fuerzas armadas chinas.
Cuando Yuan estableció la Academia Militar en Baoding en 1902 para formar un ejército moderno, Duan se convirtió en uno de sus tres responsables, a cargo de la sección de personal. En 1904 ascendió a inspector general de instrucción, por lo que se convirtió en uno de los lugartenientes más importantes de Yuan. Consiguió ese año el rango de teniente general. También ese año, en junio, Yuan formó la 3.ª División con motivo de la primera guerra sino-japonesa, que se convirtió más adelante en la base del poder militar de la camarilla de Zhili, rival de Duan. Su primer comandante, sin embargo, fue el propio Duan; la unidad pasó a control de Zhili en 1912. Duan formaba parte de los caudillos militares que medraron a la sombra de Yuan Shikai.

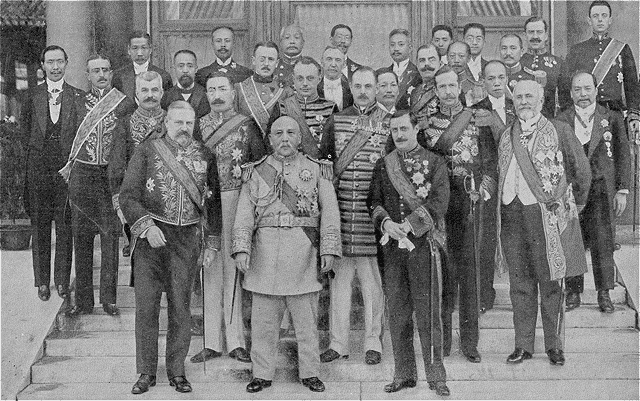
Yuan Shikai y diplomáticos en Pekín en 1913. Duan ascendió en el Ejército y la política nacionales a la sombra del caudillo militar y presidente de la república.

En febrero de 1905, pasó a mandar la 4.ª División; se le transfirió al mando de la 6.ª División en septiembre de ese año. A comienzos de 1906, se le nombró supervisor de la Academia Militar de Beiyang y dedicó los siguientes tres años a la formación militar. Ascendió a general de brigada en marzo de 1906.
En 1908 relevó a Yuan al frente del Nuevo Ejército junto con Feng Guozhang —futuro creador de la camarilla de Zhili y rival—. A finales de 1909, volvió al mando de la 6.ª División. Con el tiempo, aumentó el poder de Feng y Duan, que recibieron además el respaldo de Yuan frente a los oficiales de formación japonesa, de los que este comenzó a desconfiar. Tras el estallido de la revolución de Xinhai que acabó con la monarquía, se le transfirió a Pekín. El 27 de octubre, se le nombró comandante del 2.º Ejército, nuevamente bajo Yuan. Más fiel a Yuan que a la dinastía manchú, le apoyó como primer presidente de la nueva república china; el 20 de marzo de 1912, se le nombró ministro de Defensa, puesto que mantuvo casi ininterrumpidamente durante los tres años siguientes. Entre mayo y julio de 1913, fungió como primer ministro en funciones. En diciembre de ese año, convenció al reacio Li Yuanhong a asumir la vicepresidencia del país. En febrero y marzo de 1914, sirvió como gobernador militar de Henan para acabar con las correrías de importantes bandas de forajidos en la región. Para entonces era el principal lugarteniente de Yuan, con gran influencia entre los oficiales gracias a sus atribuciones como responsable de la instrucción y gestión de los ascensos de la oficialidad.
A la vez, Yuan trató de que sus subordinados no obtuviesen un poder excesivo que les permitiese enfrentarse a él. En la primavera de 1914, comenzó a recuperar poderes que había delegado en ellos. Relevó a Duan del Ministerio de Defensa el 31 de mayo de 1915, poco antes de comenzar la campaña a favor de su entronización como emperador. Duan se opuso al intento de Yuan de restaurar la monarquía en su persona. Al estallar revueltas opuestas a la maniobra de Yuan, Duan trató de mediar entre los rebeldes y aquel, como Yuan había hecho durante la Revolución de Xinhai; Duan impuso el mantenimiento de la república como condición para socorrer a Yuan, aceptó el puesto de jefe del Estado Mayor y, el 22 de abril de 1916, la presidencia del Gobierno. La amistad entre ambos no superó, sin embargo, el intento de establecer la monarquía, a pesar de conceder Yuan a Duan el cargo de primer ministro, ya que Yuan había reducido el poder del cargo al limitar el poder del Ministerio de Defensa —que ocupaba el propio Duan— sobre el Ejército. Las tensiones entre ambos solo acabaron al morir Yuan en junio de 1916. A la muerte de Yuan, el Ejército de Beiyang se disgregó en una serie de camarillas militares hostiles entre sí, de las que Duan encabezó la de Anhui.
Al comienzo en 1916, su base de poder se situaba en la provincia de Fujian. Había logrado apoyos además como ministro de Defensa entre 1912 y 1915 y principal responsable del adiestramiento de las tropas de Beiyang. Así, muchos de los caudillos militares que descollaron en la década siguiente habían sido alumnos de Duan. A finales de 1916, logró el apoyo de Cao Kun, que posteriormente se pasaría a la camarilla de Zhili de Feng, nombrándole gobernador militar de la provincia de Zhili. Cao, junto con otros caudillos como Zhang Zuolin o Zhang Xun, provenía del antiguo ejército imperial y no del fundado por Yuan, a diferencia de Duan y Feng.

## En coalición con la camarilla de Zhili

### Cooperación con Feng Guozhang

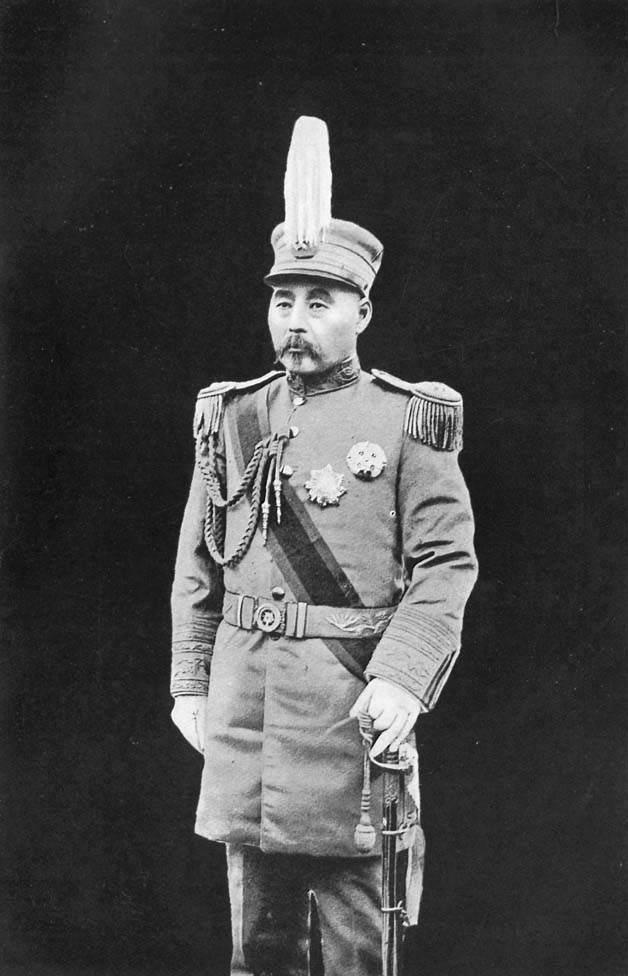
Feng Guozhang, protegido como Duan de Yuan Shikai y fundador de la camarilla de Zhili, rival de la de Duan. Tras un periodo de cooperación entre los dos para eliminar a los rivales sus camarillas se enfrentaron por el poder.

A la muerte de Yuan, Feng y Duan trataron de hacerse con control del Gobierno; Feng pasó a ocupar el cargo de vicepresidente y Duan permaneció como primer ministro. Duan acaparó gran parte del poder que anteriormente había detentado Yuan, transfirió la mayoría de los poderes de la «oficina del generalísimo» que había creado este al Ministerio de Defensa y abolió numerosas leyes aprobadas durante el mandato de Yuan. Aceptó restaurar la Constitución de 1912 —como exigía el Gobierno rebelde del sur y la Armada— y la asamblea nacional que Yuan Shikai había disuelto en 1914 y esta le confirmó en el cargo de primer ministro con el beneplácito del presidente Li el 1 de agosto de 1916. Sin embargo, las relaciones de este con Duan y el resto de los caudillos militares de Beiyang se deterioraron pronto; aunque Duan parecía haber sucedido a Yuan como cabeza de los militares de Beiyang, no logró mantener la unidad.
Las camarillas formadas por los partidarios de Feng y Duan colaboraron para asegurarse el poder en la república. Ambos deseaban eliminar a sus competidores, empezando por el presidente Li Yuanhong, que no provenía del Ejército de Beiyang ni contaba con un apoyo militar destacable. La política china quedó controlada por Duan, que ejercía el poder real y arrinconó a Li. Los primeros roces entre ambos surgieron por el nombramiento del ministro de Exteriores y las prerrogativas del primer ministro. El enfrentamiento definitivo, sin embargo, se dio más tarde por la insistencia de Duan en declarar la guerra a Alemania tras el comienzo de la guerra total submarina.< China había roto relaciones el 14 de marzo de 1917, pero no había declarado la guerra, a la que se oponía el presidente. Duan logró aprobar la declaración de guerra (14 de agosto), pero solo intimidando militarmente al Parlamento, que votó rodeado de tropas de Duan. Li Yuanhong lo destituyó el 25 de mayo, aprovechando el escándalo por los préstamos secretos de los japoneses y creyendo que podía contar con el apoyo de Feng. Duan veía la participación china en la guerra como la excusa para reforzar sus unidades militares con el pretexto de prepararlas para la contienda.
Las camarillas aliadas denunciaron de inmediato al presidente Li y fomentaron la revuelta en las provincias que controlaban (ocho de ellas proclamaron la independencia). Duan denunció su cese como ilegal y partió a Tianjin a reunirse con otros militares para planear el derrocamiento de Li. Sin fuerzas propias, Li llamó en su ayuda a Zhang Xun que, en vez de sostener al presidente, trató de restaurar la dinastía Qing. El presidente no lograba nombrar un nuevo primer ministro ante la hostilidad de los caudillos militares. El Parlamento quedó disuelto por imposición de Zhang y las fuerzas de Anhui y Zhili marcharon sobre la capital y derrotaron a Zhang, que huyó a la embajada holandesa. La restauración, proclamada el 1 de julio, había durado menos de dos semanas. Duan entró en la capital como el defensor de la república y regresó a su antiguo cargo al frente del Consejo de Ministros tras la victoria, que había dividido en dos al país. Feng fue nombrado presidente tras la renuncia forzada de Li; debía completar el mandato de cinco años que había comenzado Yuan Shikai. Eliminada la oposición en el Parlamento —que Duan decidió no restaurar debido a sus anteriores desavenencias con los diputados— y la del presidente, Duan declaró la guerra a Alemania el 14 de agosto de 1917. Para asegurarse un Parlamento más favorable a sus intereses, celebró nuevas elecciones que le dieron una amplia mayoría en la Cámara. Los diputados de 13 de las 17 provincias que enviaron representantes a las Cortes eran favorables a Duan (342 diputados de 470).
A pesar de su control político en el norte del país, en el sur surgió un Movimiento de Protección de la Constitución que reunió a seis provincias y que formó un Gobierno alternativo en Cantón para oponerse a Duan, encabezado por Sun Yatsen. Duan y otros miembros de la camarilla de Beiyang se mostraron partidarios de eliminar esta oposición por la fuerza.

### Rivalidad entre las camarillas

Provincias controladas por Duan y sus aliados tras la supresión de Zhang Xun y la huida de Li Yuanhong en el verano de 1917. La pérdida del control de Hunan y Sichuan por las maniobras de Sun Yatsen desencadenó el enfrentamiento con Feng.

Al desaparecer de la política Li, los dos aliados comenzaron a enfrentarse para controlar el poder. Duan controlaba estratégicas provincias en el valle del Yanzi. Al perder el control de dos de ellas, Hunan y Sichuan, por instigación del Gobierno rebelde de Sun Yatsen, defendió la necesidad de lanzar una ofensiva contra el sur a la que Feng se oponía al pensar que sólo beneficiaría a su rival, haciéndole demasiado poderoso. El presidente trataba de lograr la reunificación mediante la negociación. Las desavenencias sobre cómo enfrentarse a la rebelión de las provincias meridionales acabaron con la unidad de los militares de Beiyang y causaron la aparición de camarillas rivales. Los que temían el dominio de Duan, bien por no pertenecer a su círculo de partidarios a los que trataba de beneficiar, bien por poder convertirse en víctimas de su ascenso, se agruparon en torno a Feng.
Tras la derrota de la política de unificación militar de Duan en noviembre, este dimitió y se retiró a Tianjin; Feng fracasó a su vez en su pretensión de lograrla mediante la negociación entre noviembre de 1917 y marzo de 1918, incapaz de imponerse a los defensores de la fuerza entre los militares del norte.

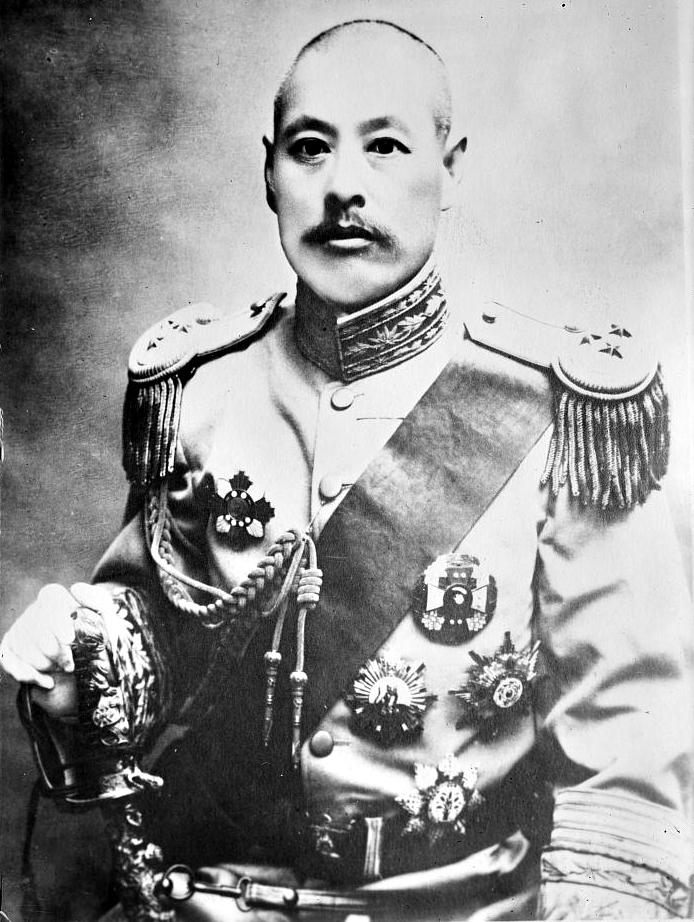
Wu Peifu, principal estratega de la camarilla de Zhili que derrotó a Duan y acabó así con la hegemonía de su camarilla de Anhui en la guerra de 1920.

Duan, para forzar la solución militar que deseaba, dimitió el 15 de noviembre y convocó a continuación una reunión de gobernadores militares de las provincias para decidir el asunto. Duan trató de lograr el respaldo de Zhang Zuolin y Cao Kun a su postura, prometiendo secretamente a los dos la vicepresidencia del país como contrapartida. Duan logró forzar a Feng a ordenar la campaña contra el sur gracias al apoyo que logró de los gobernadores militares provinciales y volvió a la presidencia del Gobierno poco después, el 23 de marzo de 1918. Durante su cuarto y último periodo al frente del Consejo de Ministros, Duan controló el Gobierno chino gracias a la nueva Oficina de Participación en la Guerra, encargada supuestamente de la organización de una fuerza militar china que debía participar en la guerra mundial pero que en la práctica servía para aumentar el poder militar de Duan, y al «club Anfu», una camarilla política dedicada a favorecer los intereses de Duan en el nuevo Parlamento. Duan y sus partidarios mantuvieron estrechos lazos con Japón, con el que negociaron diversos préstamos a cambio de amplias concesiones en ferrocarriles, minas y otros sectores.
A mediados de marzo, las tropas del norte, principalmente dependientes de Cao Kun pero subordinadas en la práctica a Wu Peifu, capturaron casi todo Hunan, pero el nombramiento de un partidario de Duan para el gobierno militar de la provincia en vez de Wu Peifu (militar de Zhili y principal artífice de la victoria) hizo que las tropas de Zhili se negasen a continuar la campaña y exigiesen negociaciones con Sun Yatsen.
En junio los militares partidarios de Duan se reunieron en Tianjin para convencer a Cao de que presionase a Wu para continuar en la campaña del sur, ofreciéndole el título de comisionado del Gobierno en ciertas provincias e insinuando su posible apoyo a la candidatura de Cao a la vicepresidencia de la república si lo lograba. Cao se mostró dispuesto a ello, pero no logró convencer a Wu para retomar el ataque contra las provincias rebeldes. Para no negarse a la solicitud de Duan o mostrar su incapacidad de controlar a Wu, impuso unas condiciones imposibles para marchar contra el sur, lo que hizo la campaña inviable. Ello eliminó las posibilidades de someter a las provincias rebeldes y con ello las de Duan de lograr la presidencia, que debía ser renovada en otoño de ese año.
El 10 de octubre de 1918, los mandatos de Feng y Duan caducaron y ambos fueron relevados de sus cargos. Aun así, Duan siguió controlando el Gobierno y parte del Ejército. Feng sí que se retiró de la política y cedió el mando de la camarilla a Cao Kun, para entonces ya parte de ella. Gracias a los préstamos japoneses, teóricamente otorgados para crear un ejército que pudiese participar en la guerra mundial y favorecer el desarrollo económico del país, Duan pudo formar una nueva fuerza que le era leal y mantenerse en Pekín como comandante de la misma una vez retirado del cargo de presidente del Gobierno, mientras su camarilla controlaba cómodamente el Parlamento y sus rivales se veían privados, con el retiro de Feng, de gran parte de su poder. Los acuerdos entre Duan y Japón aumentaron la influencia japonesa en China y permitieron a aquel financiar sus actividades políticas y militares. Gracias al continuo apoyo financiero japonés, Duan logró aumentar sus fuerzas incluso una vez concluida la contienda para la que teóricamente se habían preparado —el ejército nunca marchó a Europa—. En junio de 1919, este ejército simplemente cambió de nombre —pero siguió bajo el control de Duan— para evitar las críticas de los delegados del Gobierno de Cantón en la conferencia de paz que estaba teniendo lugar en Shanghái y que habían exigido su disolución.
Al mismo tiempo, Duan trató de lograr la presidencia para un candidato de compromiso que pudiese controlar y eligió a Xu Shichang, veterano funcionario y colaborador de Yuan Shikai, con gran prestigio entre los oficiales de Beiyang. Feng hubo de aceptar a Xu, que acabó defendiendo, sin embargo, una política de reunificación negociada con el sur similar a la de Feng y contraria a los intereses de Duan, aunque fracasó.

### Política hacia las potencias vecinas
Fue conocido por su frecuente colaboración con los japoneses a cambio de ayuda financiera y militar. En 1916 Japón comenzó una campaña de apoyo decidido a Duan, que incluyó el establecimiento de fuertes vínculos políticos y económicos. En los dos años siguientes, Japón llegó a otorgar más de 150 millones de yenes en préstamos a Duan. En 1917, tras intentar infructuosamente lograr préstamos de Gran Bretaña, Francia y los Estados Unidos, los solicitó a Japón, que sí que se los concedió, a cambio de los ingresos de diversos impuestos. El 16 de mayo de 1918, firmó una alianza militar con Japón que le permitió recibir abundante armamento, además de instructores. El 1 de octubre de 1918, se anunció la concesión por parte de Japón de los abundantes préstamos Nishihara, que le permitieron, junto con el armamento recibido, ampliar los territorios bajo su control al año siguiente. El dinero japonés debía servir teóricamente para el desarrollo del país, pero en la práctica se dedicó a reforzar la posición y conseguir los intereses de Duan. Sus tratos con Japón y las contrapartidas que hubo de conceder a este recibieron el rechazo de la población y mermaron el respaldo de Duan entre los ciudadanos. Su promesa de transferir las concesiones alemanas de Shandong a Japón fue una de las razones del surgimiento del Movimiento del Cuatro de Mayo en Pekín.
Respecto a la guerra civil rusa, los Gobiernos controlados por Duan tomaron una postura favorable a los Ejércitos Blancos, mantuvieron el reconocimiento al embajador zarista, permitieron el control del ferrocarril transmanchuriano y continuaron con el pago de la indemnización por la revuelta bóxer a aquel. Envió tropas bajo mando japonés a participar en la Intervención en Siberia. Los acercamientos de los soviéticos, que se ofrecieron a rescindir los anteriores pactos con el Gobierno zarista perjudiciales para China, no hicieron mella en la política de Duan. En Mongolia nombró un gobernador que trató de mantener el territorio bajo control chino y eliminar la influencia rusa.
Mal visto por los británicos por su cercanía a Japón, Gran Bretaña celebró su derrota en 1920.

## Derrota y retiro

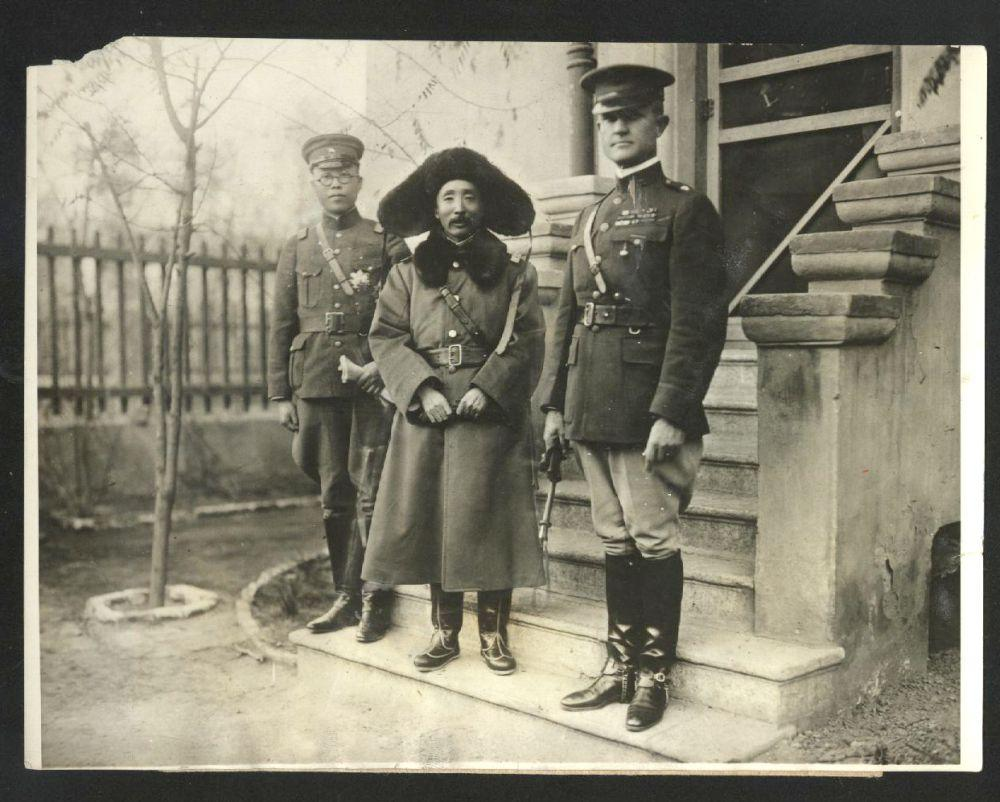
Zhang Zuolin (centro), caudillo de Manchuria al que acabaron uniéndose los restos de la camarilla de Anhui de Duan a mediados de los años veinte.

La derrota de la política del presidente Xu, que no logró la reunificación de las provincias rebeldes y en el exterior hubo de aceptar las cláusulas perjudiciales del Tratado de París que llevaron a las protestas de mayo, devolvió el protagonismo de la política de la capital a Duan que, sin embargo, volvía a enfrentarse al dilema de tratar de aplastar a sus rivales o de intentar ganar su apoyo para consolidar su preeminencia. Xu, perdido su poder por sus fracasos políticos, se mantuvo como presidente ahora que ya no amenazaba el poder de Duan.
Desde mediados de 1919 y aprovechando el Movimiento de Mayo, los caudillos de Zhili comenzaron una campaña de desprestigio de Duan y sus seguidores, acusándoles de vender el país a Japón. Los intentos de Duan de tomar el control de las provincias de Zhili les hizo enfrentarse abiertamente a él. A finales de 1919 y comienzos de 1920, el Gobierno —de coalición entre partidarios de Duan y del caudillo militar de Manchuria, Zhang Zuolin— sufrió una crisis; Duan trató de retirar a sus seguidores para deshacerse del primer ministro. Aunque la crisis se superó, Duan indicó a este su preferencia porque abandonase el cargo, tensó su relación con Zhang y abandonó toda posibilidad de acuerdo con sus adversarios, entre los que ya se contaban Cao Kun, los gobernadores militares de las provincias del Yanzi (de la camarilla de Zhili) y el propio Zhang Zuolin. Este temía el crecimiento del ejército de Duan en las provincias chinas del noroeste, que bloqueaban su expansión territorial.
En marzo Wu Peifu canceló los permisos de sus tropas y comenzó a enviar sus pertrechos hacia el norte. Cao comenzó una campaña telegráfica para solicitar permiso para que Wu regresase al norte a la vez que la camarilla respaldaba al primer ministro amenazado por Duan. A finales de mes, Duan abandonó la capital y se preparó para el enfrentamiento armado con sus rivales, a pesar de la disposición del primer ministro a dimitir para zanjar la crisis.
El 20 de mayo, ordenó a Xu Shuzheng traer a sus tropas del Ejército de Defensa de la Frontera del Noroeste (nuevo nombre del Ejército de Participación en la Guerra, leal a Duan) cerca de la capital. El 25 del mes, desobedeciendo las órdenes de Duan, Wu retiró sus unidades del frente sur y marchó al norte. El 31 llegaba a Hankou. El presidente Xu trató de mediar entre los bandos en junio pero sin éxito. Las condiciones de la camarilla de Zhili eran inaceptables para Duan. Sus enemigos exigían el fin de su control del Gobierno central, la reanudación de las conversaciones de paz con las provincias meridionales y la reducción del número de tropas fieles a Duan.
Con su popularidad decaída, caciques militares dirigidos por Cao Kun y Zhang Zuolin se unieron en contra de Duan y, el 14 de julio, las tropas de este se enfrentaron con las fuerzas de la camarilla de Zhili y sus aliados. Después de cinco días de combates, Duan sufrió una derrota decisiva y se vio forzado al retiro; se trasladó a la concesión japonesa de Tianjin. La derrota militar supuso el fin de su control de la política nacional. Su despojo del poder provocó el desgaste de sus seguidores de la camarilla de Anhui; gran parte de sus seguidores en el Parlamento, que habían controlado hasta entonces, huyeron al barrio de las legaciones extranjeras en la capital o a Tianjin.
En esta ciudad, Duan se dedicó a los estudios budistas —retiro tradicional de los funcionarios chinos despedidos—, aguardando la oportunidad de volver a la política. En Tianjin se le unieron muchos de sus antiguos partidarios, desposeídos del poder por la derrota. El Ejército que le había servido de fuente de poder fue disuelto por los vencedores.
A finales de 1923, se unió a las críticas contra la ascensión de Cao Kun a la presidencia, mientras las distintas provincias antiguamente bajo su control pasaban a manos de los partidarios del nuevo Gobierno, controlado por las camarillas rivales de Zhili y de Fengtian, que lo habían derrotado.
Participó junto con sus menguados seguidores en la alianza entre Zhang Zuolin y el Guomindang para acabar con el poder de la camarilla de Zhili que llevó a la Segunda Guerra Zhili-Fengtian.

## Breve retorno
Se le llamó del retiro en noviembre de 1924 después del golpe de Pekín y tomó el cargo de presidente de un Gobierno provisional creado por acuerdo entre Zhang Zuolin y Feng Yuxiang. Se le nombró jefe del Ejecutivo Provisional el 24 del mes, cargo provisional y débil (Duan carecía ya de apoyo militar relevante) que reunía las responsabilidades de presidente de la república y primer ministro; los caudillos de la camarilla de Zhili lo aceptaron como mal menor, mientras que Feng y Zhang lo eligieron al ser incapaces de optar por otro candidato. Trató en vano de reconciliarse con Wu Peifu, la principal figura de la camarilla de Zhili, que no aceptó su nombramiento y se negó a llegar a un acuerdo con él, a pesar de los esfuerzos de Duan. Al comienzo, sin embargo, pudo contar con la aceptación a regañadientes del resto de caudillos de Zhili, temerosos de enfrentarse abiertamente con los ejércitos recientemente victoriosos de Feng y Zhang, que sostenían a Duan.
Duan, Zhang y Feng negociaron con Sun Yatsen para conseguir la reunificación nacional hasta que Sun falleció de cáncer en 1925; fracasó entonces el diálogo con sus sucesores en el Gobierno del sur. Las acciones de Duan para convocar una asamblea nacional y aprobar una nueva Constitución fueron meros actos de propaganda que no contaron con el apoyo del Guomindang.
Con el poder militar de su bando desaparecido, su Gobierno dependía demasiado de Zhang y Feng, que mantenían entre sí tensas relaciones, por lo que Duan trató de usar en su favor sus desavenencias, pero mediando entre ellos para evitar un enfrentamiento armado. Casi desde el comienzo, Duan y sus escasos seguidores se fueron acercando a Zhang, el más poderoso de los dos aliados, siguiendo sus directrices. El 18 de marzo de 1926, ordenó a sus tropas —en realidad, soldados del Guominjun acantonados en Pekín— disparar a los manifestantes que protestaban por un ultimátum de las potencias extranjeras; 47 de los alrededor de 2000 murieron, en lo que se convertiría en la llamada «matanza del 18 de marzo». El 9 de abril, un comandante del Guominjun, tratando de apaciguar a Zhang y Wu que avanzaban sobre la capital durante la guerra Anti-Fengtian contra Feng, depuso a Duan, que huyó al barrio de las embajadas extranjeras tras quedar sus oficinas rodeadas por las tropas. Regresó brevemente cuando el Guominjun evacuó Pekín pocos días más tarde, el 16 de abril. Sus intentos de mantenerse en el Gobierno a pesar de las crecientes desavenencias entre Feng y Zhang acabaron fracasando cuando este le retiró su apoyo; el 20 de abril, Duan dimitió y se refugió en la concesión japonesa en Tianjin. Se dedicó a partir de entonces a estudios budistas y al apoyo financiero de estudiantes prometedores sin recursos.
A finales de los años 1920 y comienzos de la década siguiente, los japoneses sopesaron la posibilidad de formar un Gobierno títere con Duan a la cabeza, pero estos planes no fructificaron. A pesar de su anterior cercanía a Japón, Duan se negó a colaborar con el Gobierno nipón. Abandonó Tianjin en enero de 1933 y se instaló en Shanghái, donde murió de úlcera gástrica el 2 de noviembre de 1936.
| Predecesor: Huang Fu                                        | Presidente de la República de China 1924-1926                     | Sucesor: Hu Weide                                         |
| Predecesor: Zhao Bingjun Xu Shichang Li Jingxi Qian Nengxun | Primer ministro de la República de China 1913 1916-1917 1917 1918 | Sucesor: Xiong Xiling Wu Tingfang Wang Daxie Qian Nengxun |